# سرو رولیان
سرو رولیان (نام علمی: Cupressus revealiana) نام یک گونه از سرده سرو است.